# Çamlıkköy, İkizdere
Çamlıkköy là một xã thuộc huyện İkizdere, tỉnh Rize, Thổ Nhĩ Kỳ. Dân số thời điểm năm 2010 là 229 người.